# Verbandsgemeinde
Een Verbandsgemeinde (meervoud: Verbandsgemeinden) is een territoriale bestuurlijke corporatie, die uit meerdere zelfstandige steden en gemeenten (zogenoemde "Ortsgemeinden") bestaat. De verbandsgemeinde neemt van de ortsgemeinden een aantal bestuurlijke taken over, de plaatselijke gemeentes hebben als het ware een gemeenschappelijk bestuur gecreëerd zonder daarbij de politieke zelfstandigheid op te geven.
Sinds 1968 heeft de deelstaat Rijnland-Palts Verbandsgemeinden en sinds 1 juli 2009 bestaat deze bestuurlijke corporatie ook in Saksen-Anhalt.

## Rijnland Palts
- De deelstaatwetgeving betreffende gemeenten van Rijnland-Palts wijst de verbandsgemeinden bevoegdheden en verantwoordelijkheden toe: opvoeding (scholen), brandweer, gemeenschappelijke sport-, speel- en vrijetijdsinrichtingen, waterverzorging en riolering, vuilnis.
- De verbandsgemeinde heeft een eigen verkozen gemeenteraad, en een burgemeester (hoofdberoep). De burgemeester van de verbandsgemeente kan ook tegelijkertijd burgemeester van een van de ortsgemeinden zijn.
- Een verbandsgemeinde heeft een eigen rechtspersoonlijkheid. Ze draagt de naam van de plaats waar ze zetelt, meestal de grootste gemeente (of stad) van het verband.

Er zijn ook verbandsvrije gemeentes en steden. Deze zijn groter, en nemen de opdrachten van de verbandsgemeinde zelf waar.

## Saksen-Anhalt
Verbandsgemeinden bestaan uit drie tot acht gemeenten met in totaal minstens 10.000 inwoners (stand 31 december 2005). Er geldt een uitzondering voor bevolkingsarme gebieden. De Verbandsgemeinden hebben een direct gekozen verbandsgemeenteraad en -burgemeester. De deelnemende gemeenten met meer dan 1000 inwoners blijven daarbij staatsrechtelijk zelfstandig. 
De verbandsgemeinden zijn verantwoordelijk voor:
- Flächennutzungsplanung (ongeveer: bestemmingsplannen)
- Openbaar onderwijs
- Sociale instellingen
- Sport- en vrijetijdsinrichtingen
- Bouw en onderhoud van wegen die de plaatsen met elkaar verbinden
- Watervoorziening en riolering
- Buitenrechtelijke conflictbemiddeling (Schlichtung)
- Brandweer